# Сухумская улица (Киев)
Суху́мская у́лица (укр. Суху́мська ву́лиця) — улица в Подольском районе города Киева, местность посёлок Шевченко. Пролегает от Моринецкой до Золочевской улицы.

## История
Возникла в 50-х годах XX века под названием 704-я Новая улица. Современное название в честь города Сухуми — с 1953 года.